# San Roque, Guerrero
San Roque är en ort i Mexiko.   Den ligger i kommunen Mochitlán och delstaten Guerrero, i den södra delen av landet, 230 km söder om huvudstaden Mexico City. San Roque ligger 1 121 meter över havet och antalet invånare är 314.
Terrängen runt San Roque är kuperad norrut, men söderut är den bergig. Runt San Roque är det glesbefolkat, med 15 invånare per kvadratkilometer. Närmaste större samhälle är Petaquillas, 14,4 km norr om San Roque. I omgivningarna runt San Roque växer huvudsakligen savannskog.